# Elias Phisoana Ramaema
Elias Phisoana Ramaema (ur. 10 listopada 1933 w Mapoteng, zm. 11 grudnia 2015 w Maseru) – lesotyjski wojskowy, tymczasowy premier Lesotho od 2 maja 1991 do 2 kwietnia 1993.
W 1956 ukończył studia wyższe, od 1957 do 1958 pracował w kopalni złota w południowoafrykańskim Welkom. Później pracował w lesotyjskiej policji, po czym przeszedł do sił paramilitarnych, gdzie szybko awansował do stopnia pułkownika. W 1978 i 1984 odbył szkolenia zagraniczne. Po zamachu stanu z 1986 przeprowadzonym przez Justina Metsinga Lekhanyę znalazł się w sześcioosobowej juncie faktycznie zarządzającej państwem, odpowiadając za ministerstwa planowania, finansów, pracy i służby publicznej. W 1991 przeprowadził zamach stanu, samemu przejmując władzę w miejsce Lekhanyi jako szef rady wojskowej i mianując siebie generałem majorem. W 1992 pozwolił na powrót byłego króla Moshoeshoe II do kraju, jednak na tronie pozostał jego syn Letsie III. Rozpoczął proces demokratyzacji kraju, znosząc zakaz działalności partii politycznych, przywracając funkcjonowanie konstytucji i organizując wybory parlamentarne w marcu 1993. Po wyborach jego następcą został Ntsu Mokhehle, a Ramaema zajął się prowadzeniem przedsiębiorstwa. W 2002 został członkiem Senatu.